# Guardo
Guardo è un comune spagnolo di 7 400 abitanti situato nella comunità autonoma di Castiglia e León.